# Patrocínio (kommun)
Patrocínio är en kommun i Brasilien.   Den ligger i delstaten Minas Gerais, i den sydöstra delen av landet, 400 km söder om huvudstaden Brasília. Antalet invånare är 82 541.
Följande samhällen finns i Patrocínio:
- Patrocínio

Omgivningarna runt Patrocínio är huvudsakligen savann. Runt Patrocínio är det mycket glesbefolkat, med 2 invånare per kvadratkilometer.